# Leon's...
《Leon's...》是香港歌手黎明的迷你專輯，專輯由葉廣權監製，收錄了4首歌曲，於1997年10月24日由唱片公司寶麗金首次發行，此專輯曾經參與香港IFPI唱片銷量認證並獲頒發金唱片（銷量達二萬五千張以上）。

## 製作與發行
《Leon's...》於1997年中後期製作，是黎明加入寶麗金以來首次以迷你專輯形式推出新曲的作品，當時黎明以往的唱片監製雷頌德正忙於為黎明製作大碟，沒有時間兼顧此專輯，因此改由葉廣權擔任此專輯的監製。此專輯收錄4首歌曲，快歌和慢歌各佔一半，包括：〈100樣可能〉、〈電梯〉、〈奇遇〉、〈重複動作〉，〈重複動作〉是黎明創作的歌曲，曲調抒情緩慢，而主打歌曲〈100樣可能〉是流動電話廣告主題曲，該廣告於1997年10月20日在香港的電視頻道首播，唱片公司因此決定以迷你專輯形式發行此專輯，以配合廣告期推出，並於1997年10月25日在唱片連鎖店HMV為歌曲〈100樣可能〉的音樂短片舉行首映儀式。

## 曲目列表
| CD       | CD        | CD       | CD        | CD       | CD    |
| 曲序     | 曲目      |          | 作曲      | 编曲     | 时长  |
| -------- | --------- | -------- | --------- | -------- | ----- |
| 1.       | 100樣可能 | 周耀輝   | 劉諾生    | 劉東華   | 3:43  |
| 2.       | 電梯      | 黃真     | Eric Kwok | 鬼臉     | 3:49  |
| 3.       | 奇遇      | 劉卓輝   | 劉志遠    | 拖肥     | 3:26  |
| 4.       | 重複動作  | 林夕     | 黎明      | 白貓     | 2:58  |
| 总时长： | 总时长：  | 总时长： | 总时长：  | 总时长： | 13:56 |

## 幕後製作人員
以下是《Leon's...》的幕後製作人員名單：
- 結他：劉東華（曲目1）、鬼臉（曲目2）、拖肥（曲目3）、白貓（曲目4）
- 電子結他：蘇德華（曲目1）
- 鈴鼓：Clement Pong（曲目3）
- 音色伴奏：劉東華（曲目1）、鬼臉（曲目2）、拖肥（曲目3）、白貓（曲目4）
- 和音：陳美鳳（曲目1－3）、雷有輝（曲目1－3）、譚錫禧（曲目1－3）、李君筑（曲目1－3）、Clement Pong（曲目4）、Danny Leung（曲目4）、陳程遠（曲目4）
- 美術指導、攝影：張文華
- 設計、插圖：模擬城市
- 工程師：Ako Cheung、Anthony Yeung、Clement Pong、Simon Chan
- 監製：葉廣權
- 經理人公司：百事活娛樂事業有限公司

## 流行榜成績
以下是《Leon's...》專輯的派台歌曲名單，以及其歌曲在香港四大電子媒體音樂流行榜的最高位置。
| 派台歌曲／流行榜 | 903專業推介 | 中文歌曲龍虎榜 | 新城電台勁爆本地榜 | 勁歌金榜 |
| ---------------- | ----------- | -------------- | ------------------ | -------- |
| 〈100樣可能〉    | 冠軍        | 冠軍           | 冠軍               | 冠軍     |